# Eschede

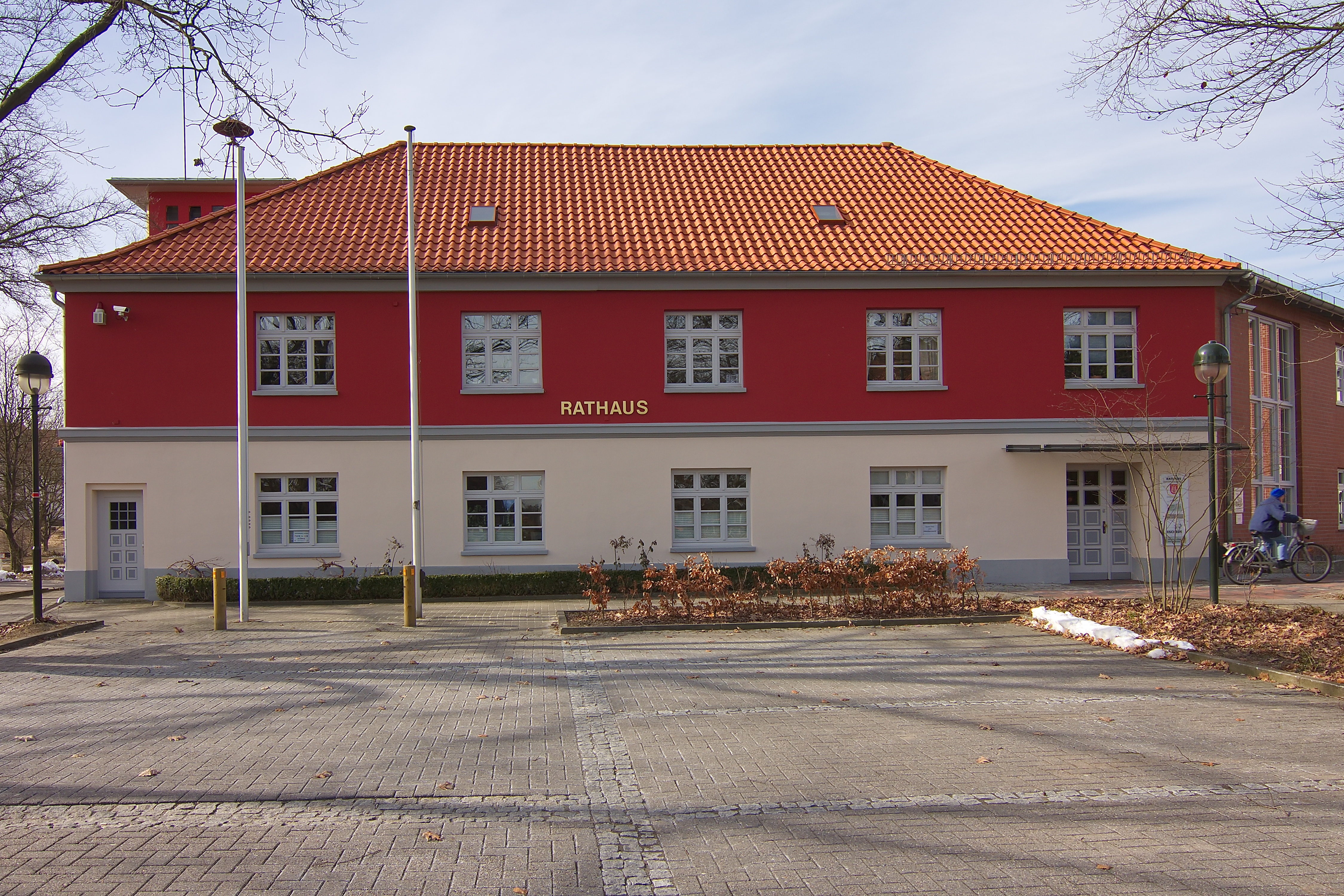
Rathaus Eschede

Eschede ist eine Gemeinde zwischen Celle und Uelzen, am Rand des Naturparks Südheide, in der Lüneburger Heide. Eschede gehört zum Landkreis Celle in Niedersachsen.

## Geographie
Eschede liegt 19 km nordöstlich von Celle am Rand eines großen zentralen Waldgebiets mit Verbindung zum Lüßwald und ist mit der Stadt durch die Bundesstraße 191 sowie die Bahnstrecke Hannover–Hamburg verbunden.
Die Gemeinde Eschede ist eine Einheitsgemeinde und besteht aus den Ortschaften Eschede (Kernort), Habighorst, Höfer, Scharnhorst, Dalle, Endeholz und Marwede. Ortsteile und Siedlungsgebiete der Ortschaften sind unter anderem Aschenberg, Aschauteiche, Burghorn, Habighorster Höhe, Heeseloh, Kragen, Lohe, Marinesiedlung, Ohe, Queloh, Rebberlah, Schelploh, Starkshorn und Weyhausen.

## Religion
In Eschede existiert eine evangelisch-lutherische Kirchengemeinde. Diese ist Teil des Kirchenkreises Celle.
Bis 2017 gab es in Eschede auch eine römisch-katholische Kirche mit St. Theresia vom Kinde Jesu, die dann allerdings profaniert wurde.

## Geschichte
Dieser Abschnitt behandelt ausschließlich die Geschichte des Ortschaft Eschede. Zur Geschichte der Ortschaften Habighorst, Höfer, Scharnhorst, Dalle, Endeholz und Marwede sehen Sie bitte die jeweiligen Artikel.
Die Verdener Geschichtsquellen nennen Eschede bereits in einer Urkunde vom Jahre 1227. Der Inhalt wird dort folgendermaßen zusammengefasst:
Kunigunde, Wittwe des Grafen Bernhard von Wölpe, welche sammt ihrem Gemahle und ihrem Sohne Konrad in die Brüderschaft der Verdener Kirche aufgenommen ist, verkauft dem Verdener Domcapitel unter Zustimmung des Bischofs Iso, als Vormundes seines Brudersohnes und ihres Sohnes, des Grafen Konrad, das Obereigenthum des halben Zehnten zu Eschede (Kirchsp. in d. A.-V. Beedenbostel), welchen Konrad vom Honhofe der Verdener Kirche verkauft und ihr und ihrem Sohne resigniert hat, und stellt dem Domcapitel Bürgen dafür, daß ihr Sohn, sobald er majorenn geworden, diesen Verkauf bestätigen soll. Neustadt, 30. März 1227. In nomine domini amen.
Im Februar 1900 wurde die Freiwillige Feuerwehr Eschede als Turnerfeuerwehr des Turnvereins „Einigkeit“ gegründet.
In Eschede ereigneten sich im 20. Jahrhundert zwei schwere Unglücks- bzw. Katastrophenfälle:
- Im Sommer 1975 kam es in der Umgebung von Eschede zum Brand in der Lüneburger Heide, einer Reihe von großflächigen Wald- und Heidebränden.[5]
- Am 3. Juni 1998 entgleiste auf der Bahnstrecke Hannover–Hamburg in unmittelbarer Nähe des Bahnhofs von Eschede der ICE 884 „Wilhelm Conrad Röntgen“ und brachte die Brücke der Rebberlaher Straße zum Einsturz. Beim Eisenbahnunfall von Eschede kamen 101 Menschen ums Leben. Auslöser für die Katastrophe waren ein abgerissener Radreifen und eine darauf folgende Verkettung unglücklicher Ereignisse. Der Grund für den Radreifenriss war höchstwahrscheinlich mangelhafte Wartung der ICE-Räder.[6]

### Eingemeindungen
Am 1. Januar 1973 wurden die Gemeinden Dalle, Rebberlah, Starkshorn und Weyhausen eingegliedert. Am 1. März 1973 kamen Gebietsteile der Nachbargemeinde Unterlüß mit damals weniger als 50 Einwohnern hinzu. Zum 1. Januar 2014 erfolgte die Auflösung der Samtgemeinde Eschede mit ihren Mitgliedsgemeinden und dafür die Neubildung einer Einheitsgemeinde Eschede.

### NPD-Hof

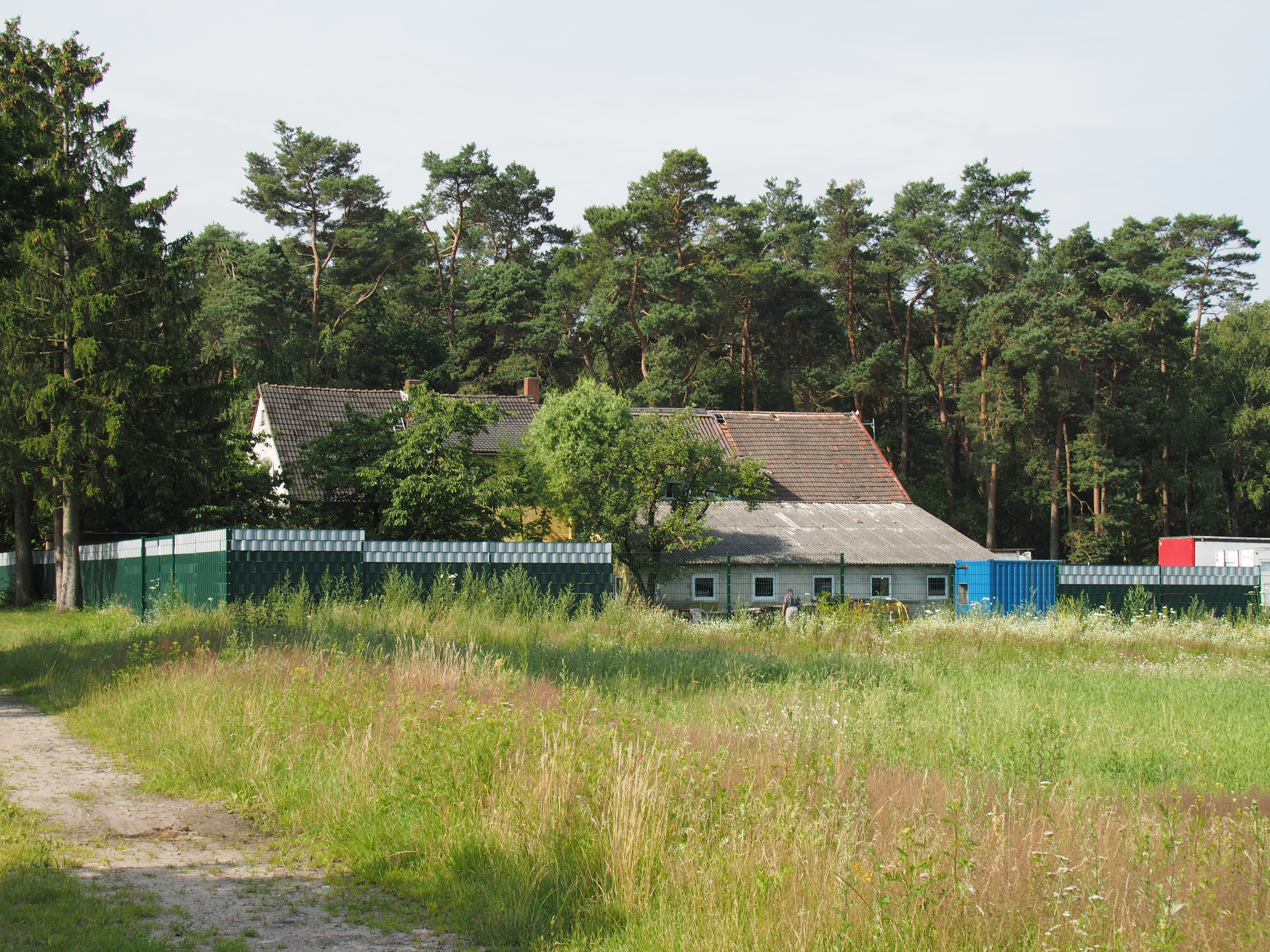
NPD-Hof

Am 26. Februar 2019 wurde vom NPD-Landesverband Niedersachsen in Eschede ein Bauernhof, nach dem Vorbesitzer „Hof Nahtz“ genannt, durch einen notariellen Kaufvertrag erworben. Bereits seit über 25 Jahren finden auf diesem Hof regelmäßig „Brauchtumsfeiern“ wie völkische Erntedankfeste, Sonnenwendfeiern oder Kinder- und Jugend-Zeltlager sowie Landesparteitage der NPD statt.
Eine Bürgerinitiative hat etwa 41.000 Unterschriften gesammelt, um das NPD-Zentrum schließen zu lassen. Sie übergab diese Liste am 7. Juli 2021 Niedersachsens Innenminister Boris Pistorius. Die NPD plant für den Hof einen Ausbau zu einem Gemeinschafts- und Schulungszentrum. Die Anwohner im Umkreis demonstrierten bereits mehrfach gegen die Präsenz verschiedener rechtsextremer Gruppen.

## Politik

### Gemeinderat
Der Rat der Gemeinde Eschede setzt sich aktuell aus 16 Ratsfrauen und Ratsherren zusammen. Dies ist die gemäß § 46 NKomVG festgelegte Anzahl für eine Gemeinde mit einer Einwohnerzahl zwischen 5.001 und 6.000 . Die Ratsmitglieder werden durch eine Kommunalwahl für jeweils fünf Jahre gewählt.
Stimmberechtigt im Gemeinderat ist außerdem der hauptamtliche Gemeindebürgermeister.
Neben dem Gemeinderat bestehen Ortsräte in den Ortschaften Eschede, Habighorst und Höfer. In den Ortschaften Scharnhorst, Endeholz, Marwede und Dalle werden Ortsvorsteher durch den Gemeinderat benannt.
Bei der Kommunalwahl 2021 ergab sich folgende Sitzverteilung im Gemeinderat:
| Gemeinderat 2021Insgesamt 16 Sitze - SPD: 2 - Grüne: 1 - BÜFE: 8 - CDU: 5 |

Die letzten Kommunalwahlen ergaben die folgenden Sitzverteilungen und Ergebnisse:
| Kommunalwahl | BÜFE 1           | CDU              | SPD              | Grüne            | parteilos | FDP            | UWG            | Gesamt   |
| ------------ | ---------------- | ---------------- | ---------------- | ---------------- | --------- | -------------- | -------------- | -------- |
| 2021         | 8 Sitze (49,0 %) | 5 Sitze (27,7 %) | 2 Sitze (14,8 %) | 1 Sitz (7,5 %)   | 0 (1,0 %) | –              | –              | 16 Sitze |
| 2016         | 4 Sitze (27,3 %) | 6 Sitze (38,8 %) | 4 Sitze (24,0 %) | 1 Sitz (5,8 %)   | –         | 1 Sitz (4,1 %) | –              | 16 Sitze |
| 2011         | –                | 8 Sitze (52,5 %) | 5 Sitze (34,4 %) | 2 Sitze (13,0 %) | –         | –              | –              | 15 Sitze |
| 2006         | –                | 8 Sitze (53,5 %) | 6 Sitze (37,9 %) | –                | –         | –              | 1 Sitz (6,2 %) | 15 Sitze |
| 2001         | –                | 8 Sitze          | 6 Sitze          | –                | –         | –              | 1 Sitz         | 15 Sitze |

### Bürgermeister
- 1945–1946: Friedrich Stolte (Niedersächsische Landespartei)
- 1964–1972: Hugo Reuter (* 1930; † 2021) (SPD)[14]
- 1973–1981: Heinrich Lange (* 1912; † 1992) (CDU), Ehrenbürger der Gemeinde Eschede[15]
- 1981–2005: Heinz-Jürgen Carstens (* 1942; † 2015)[16][17]
- 2005–2013: Gerd Bakeberg (CDU)[18]
- 2014–2021: Günter Berg; von 2006 bis 2013 war er Samtgemeindebürgermeister und Gemeindedirektor
- seit 2022: Heinrich Lange (parteilos)[19]

### Ortsrat
Der Ortsrat, der den Ortsteil Eschede der gleichnamigen vertritt, setzt sich aus sieben Mitgliedern zusammen. Die Ratsmitglieder werden durch eine Kommunalwahl für jeweils fünf Jahre gewählt.
Bei der Kommunalwahl 2021 ergab sich folgende Sitzverteilung:
| Ortsrat 2021Insgesamt 7 Sitze - SPD: 1 - Grüne: 1 - BÜFE: 3 - CDU: 2 |

## Kultur und Sehenswürdigkeiten
Die Fahrbücherei des Landkreises Celle hat ihren Sitz in Eschede und steuert vierzehntäglich die Gemeinden und Ortsteile des Landkreises ohne Gemeindebücherei als Leihbibliothek an.
Ein Kulturverein, die Randlage Eschede, veranstaltet Vorträge, Musikabende und Ausstellungen in der alten Mühle („Musenmöhl“).

### Bauwerke
- 1490 wurde erstmals in Eschede eine Kirche urkundlich erwähnt. Die heutige evangelisch-lutherische Johanniskirche wurde 1713 fertiggestellt und geweiht. 1968 wurde die Kirche renoviert und der gesamte Innenraum umgestaltet. Bei der Renovierung des freistehenden hölzernen Glockenturms im Jahr 1978 brannte dieser total aus. Die Glocken stürzten herab und wurden zerstört. Sie sind jetzt an der Kirchenmauer aufgestellt und zu sehen. 1979 wurde der hölzerne Glockenturm wieder aufgebaut.
- Die 1953 an der Grünackerstraße erbaute katholische Kirche St. Theresia vom Kinde Jesu wurde 2017 profaniert.
- Im Zentrum Eschedes befindet sich die Flohrmühle. Die Erdholländerwindmühle mit massivem Backsteinturm wurde 1874 errichtet.

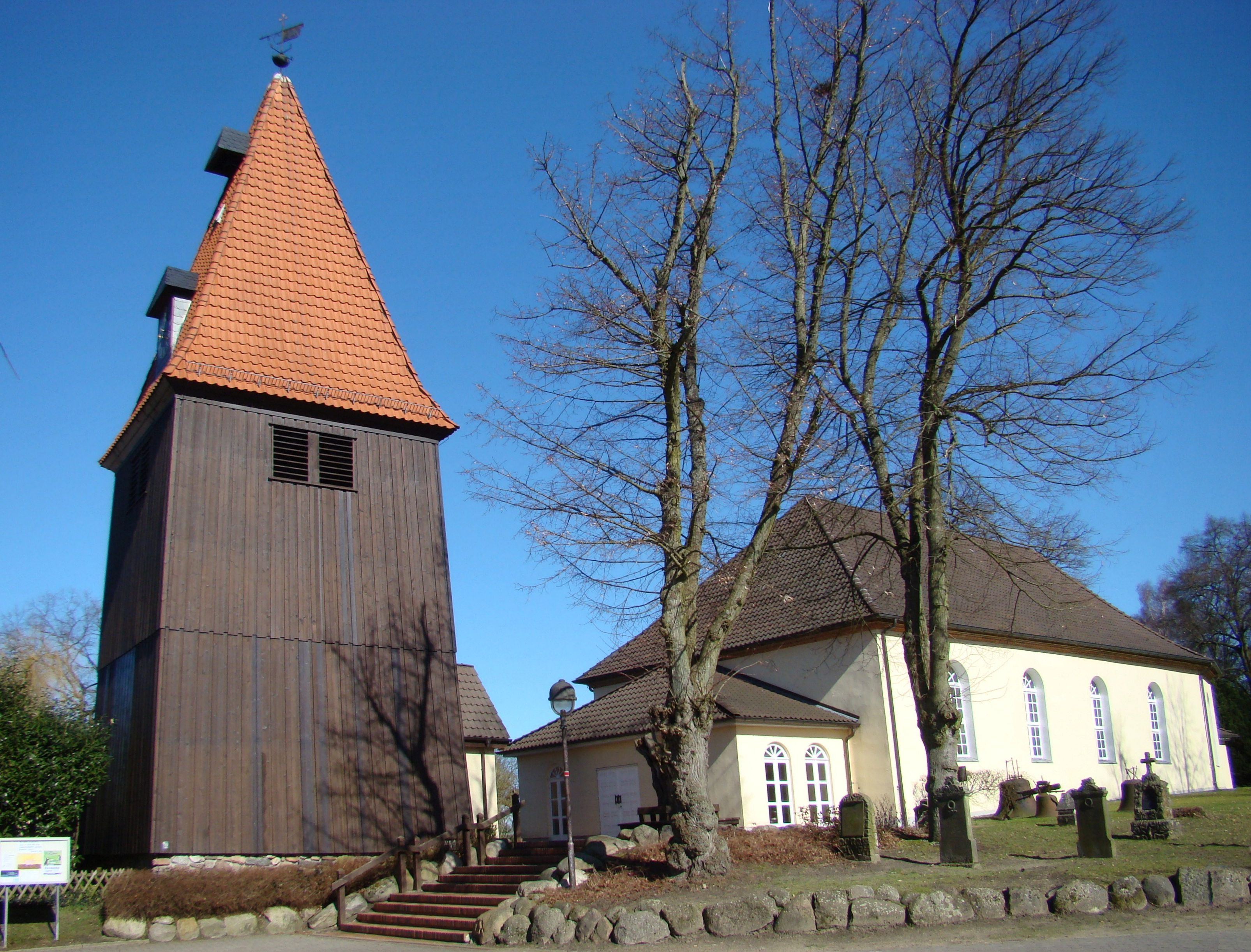
Die Johanniskirche mit ihrem freistehenden, hölzernen Glockenturm
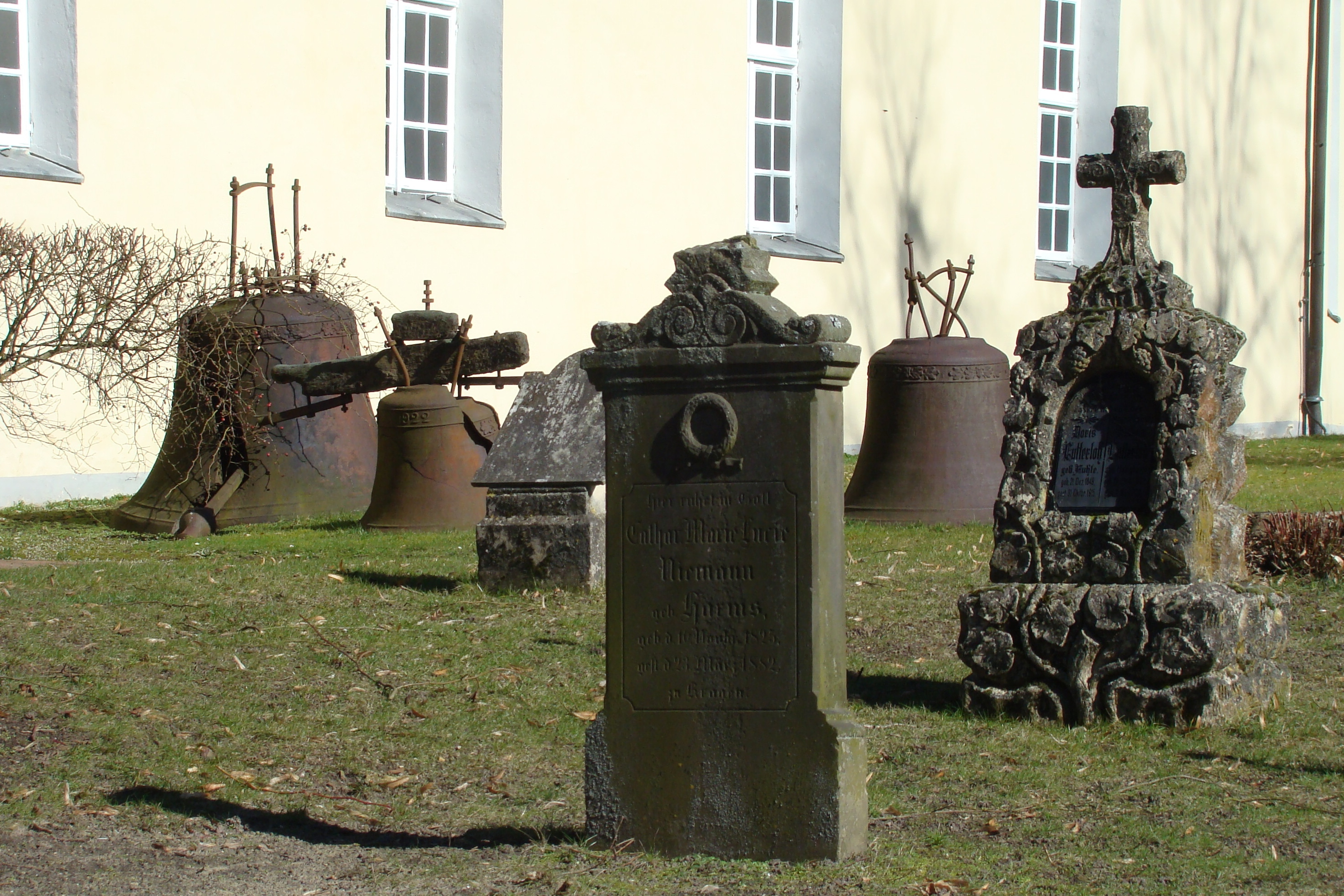
1978 zerstörte Glocken der Johanniskirche
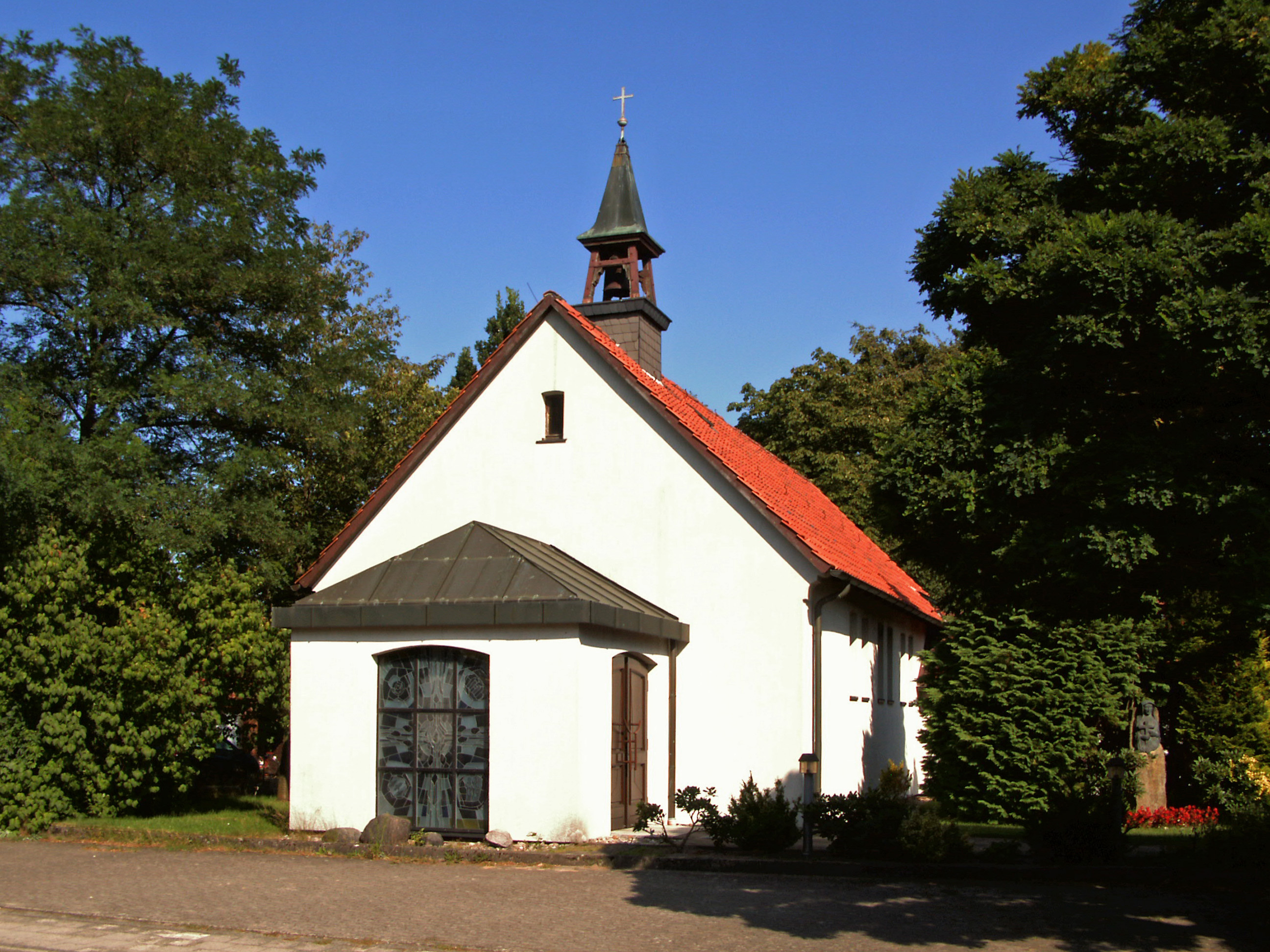
St.-Theresia-Kirche (2012)
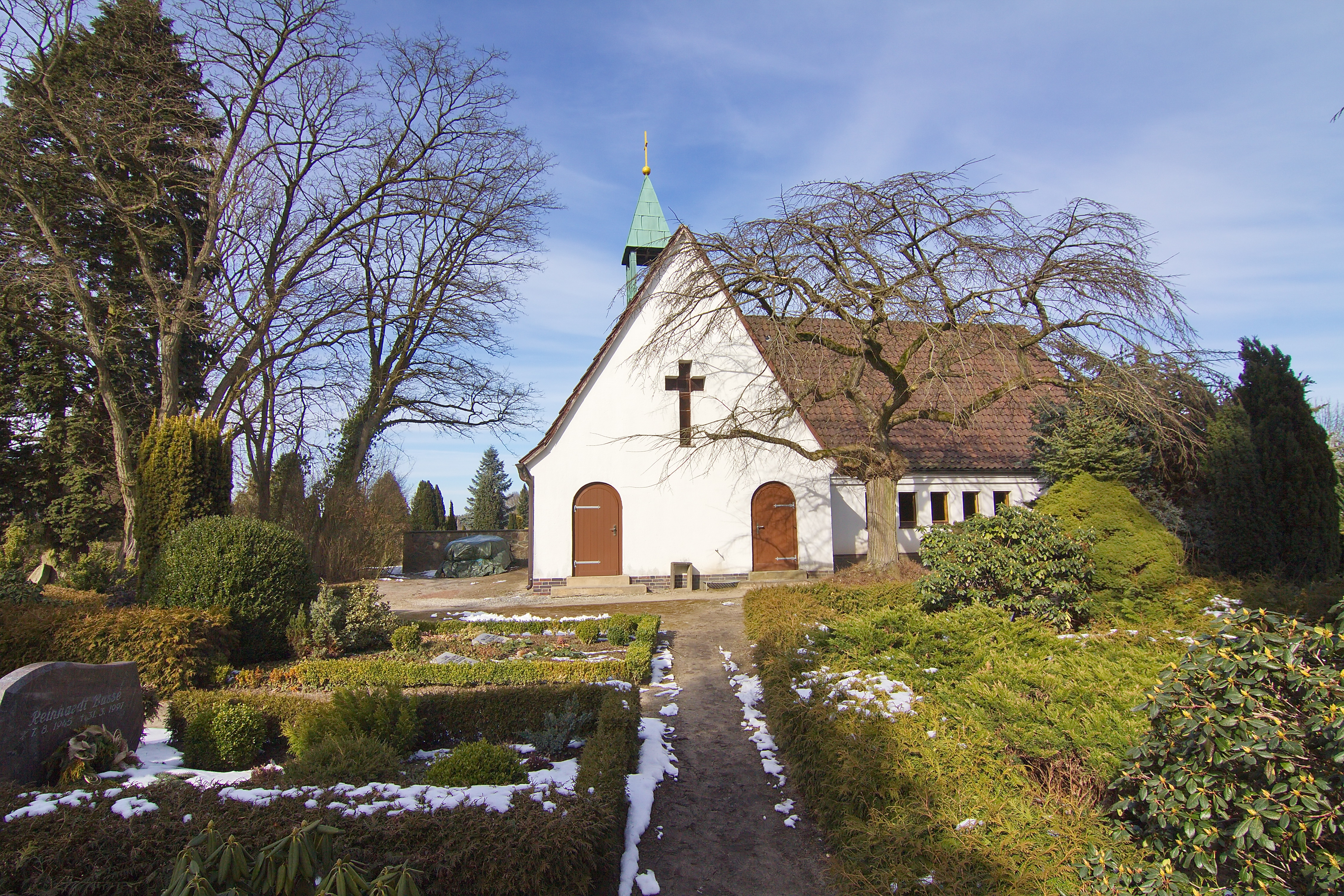
Friedhofskapelle
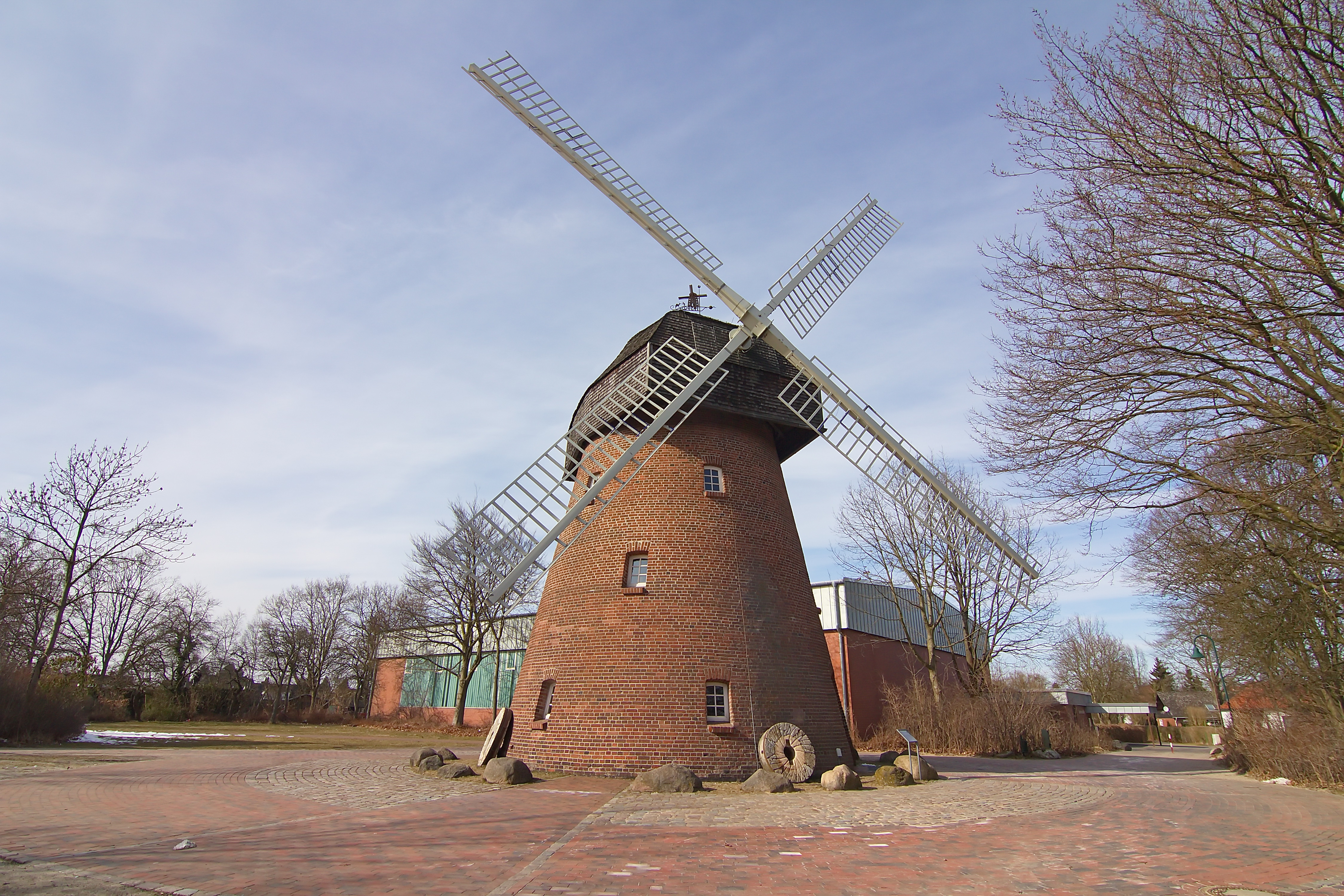
Flohrmühle

### Natur und Tierwelt
Durch Eschede fließt die aus Richtung Unterlüß heranfließende Aschau, deren Quellgebiet in den Loher Teichen liegt und die danach das große Teichgebiet Aschauteiche bildet. Die Teiche der Samtgemeinde haben insgesamt eine Fläche von 348 Hektar. Die Teichflächen sind seit 1982 Teil eines Wasserschutzgebietes. 1987 sind sie auch als Vogelschutzgebiet ausgewiesen worden. Seit 2003 ist das Gebiet EU-Vogelschutzgebiet und seit 2005 im Rahmen des EU-Naturschutzvorhabens Natura2000 dem FFH-Gebiet 86 „Lachte-Lutter-Aschau“ zugeordnet.
Da Eschede am Rand eines sehr großen Waldgebiets liegt, ist die Brunft des Rotwildes in Starkshorn bei Eschede eine herbstliche, geräuschvolle Attraktion, die Zuschauer aus ganz Niedersachsen anzieht. Dort versammeln sich jährlich knapp 200 Hirschkühe auf den Wiesen.
Waldreiche Verbindungen nicht nur über Unterlüß weit nach Norden, sondern auch zu den Truppenübungsplätzen Munster und Bergen oder über Fuhrberg bis in die Nähe von Burgwedel (s. Lüßwald), sorgen auch für die Verbreitung des sich dort bereits zahlreich vermehrenden Wolfes. Im Februar 2014 gelang anhand eines Fotofallenbildes der Nachweis von zwei erwachsenen Wölfen im Raum Eschede, die mittlerweile ein eigenes Rudel gebildet haben.

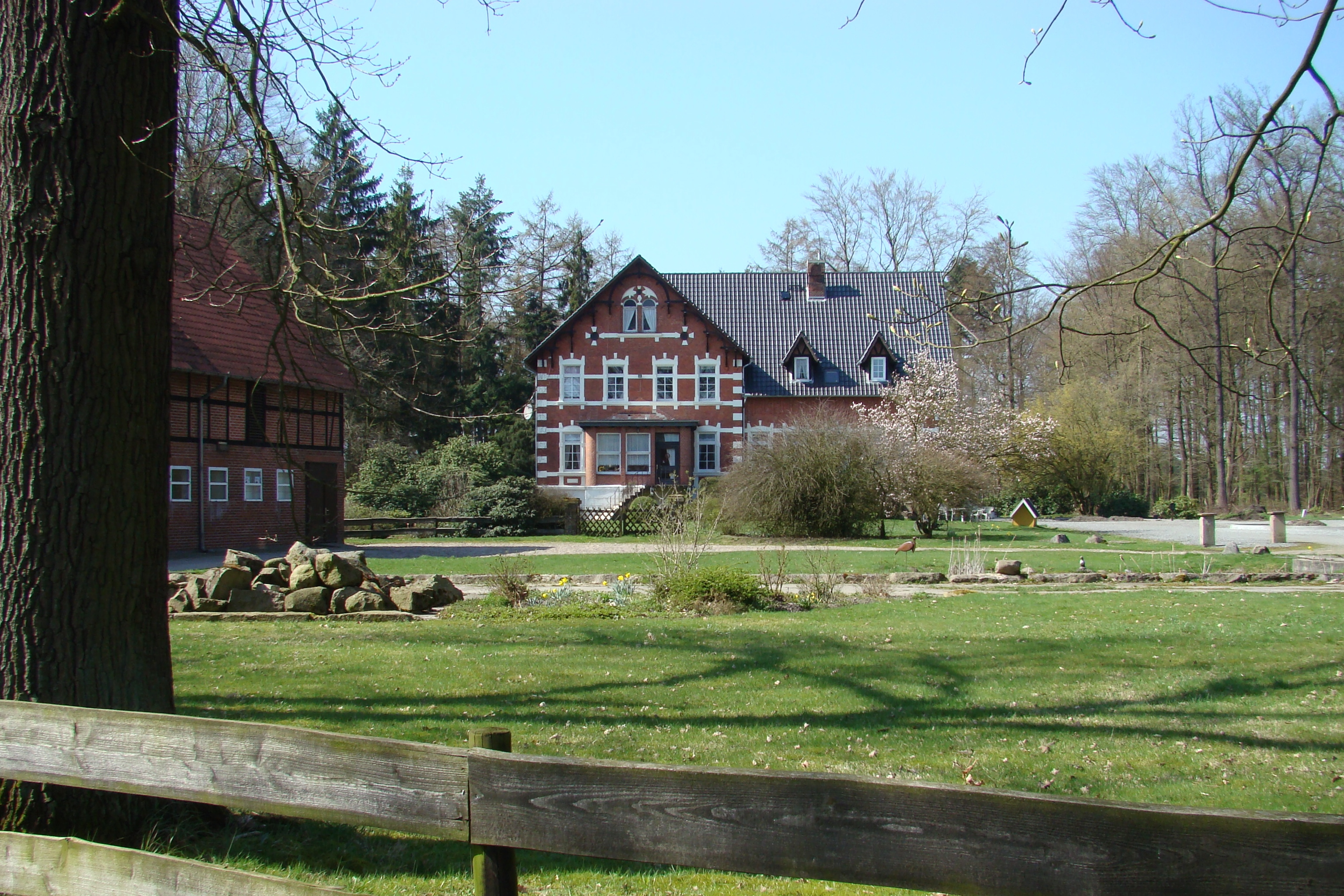
Herrenhaus in Lohe (Eschede), nahe den Loher Teichen
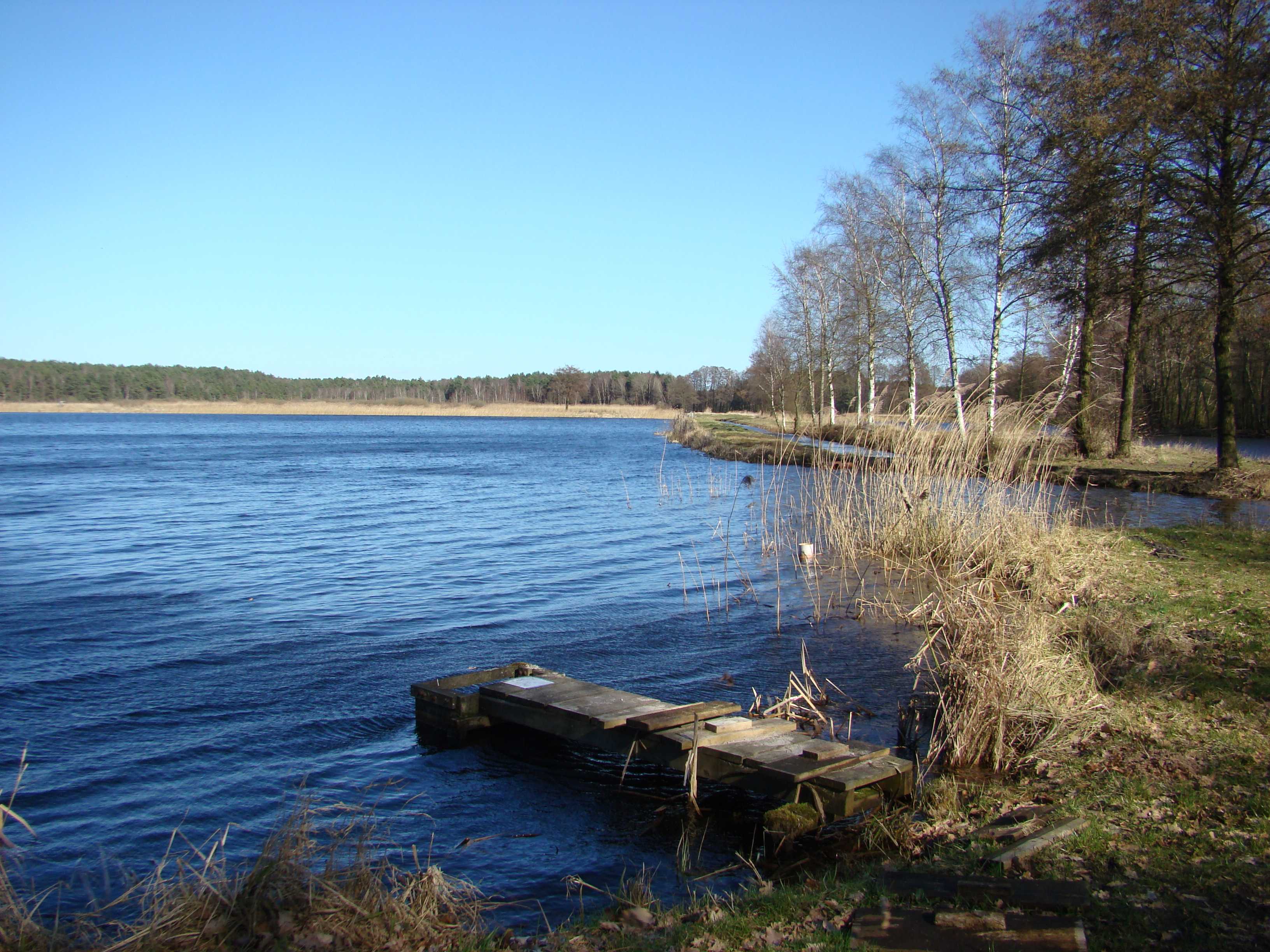
Die Aschauteiche
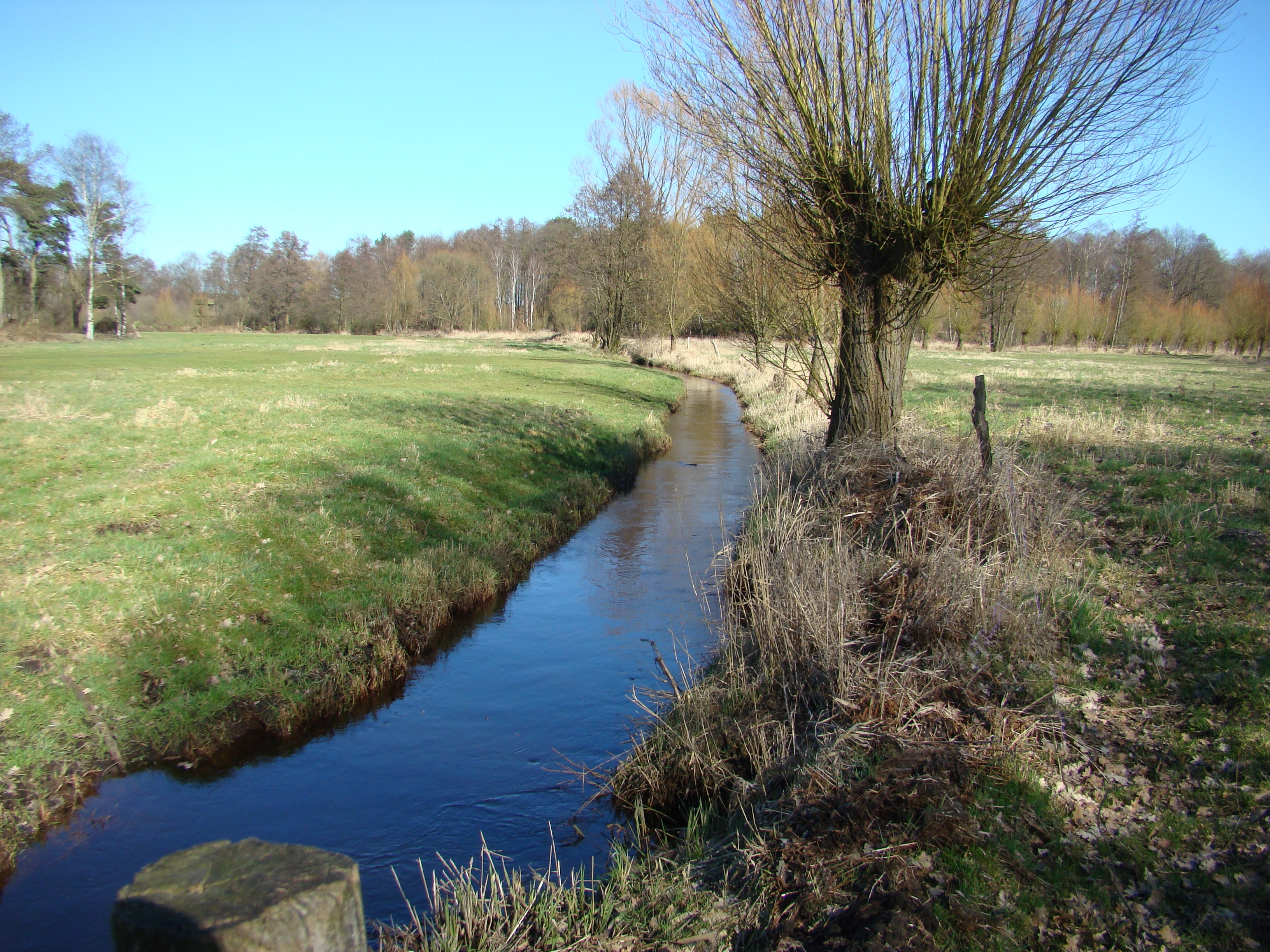
Die Aschau kurz nach Verlassen der Teichanlagen
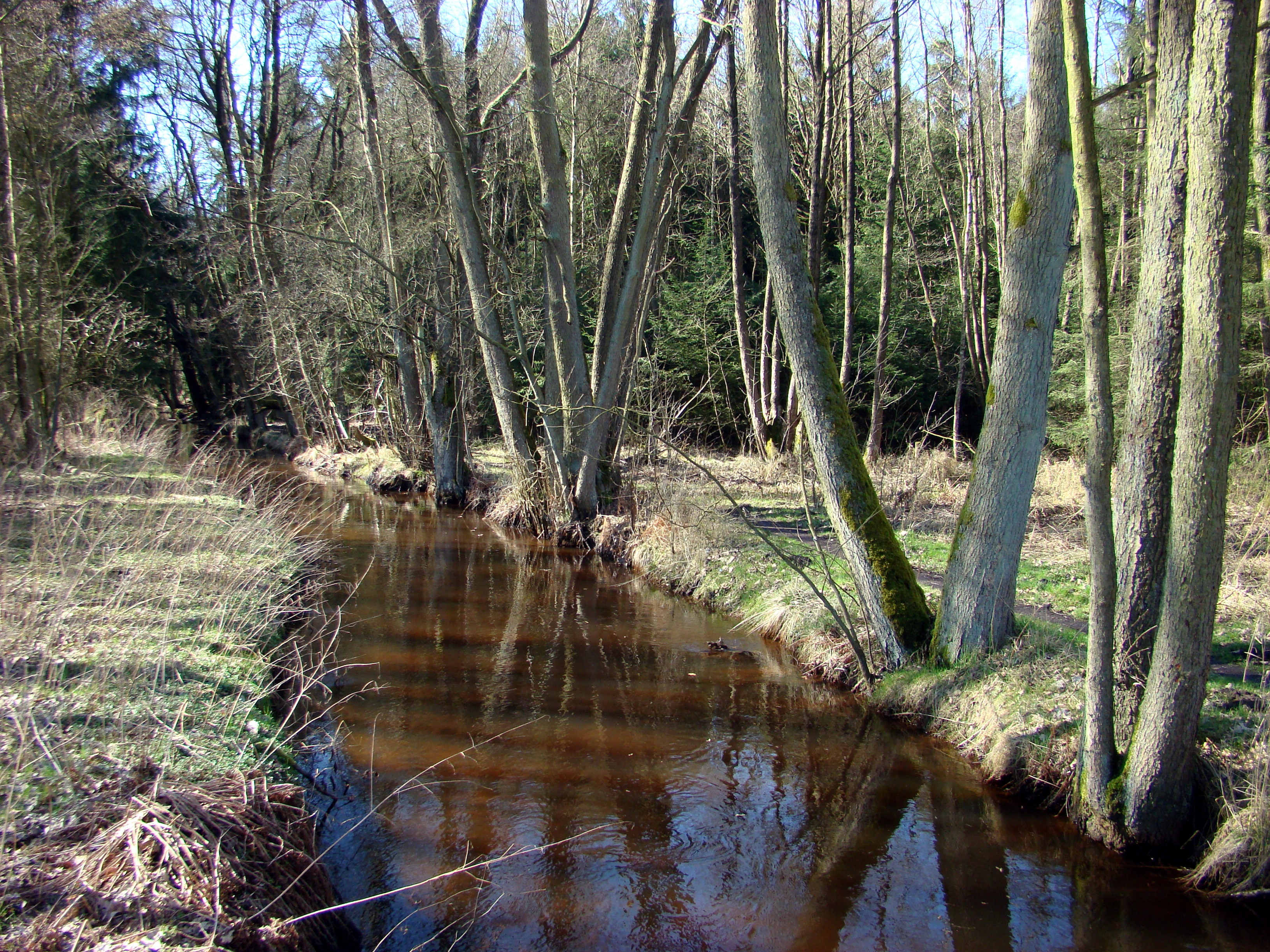
Die Aschau kurz vor Eschede im Erlenbruchwald
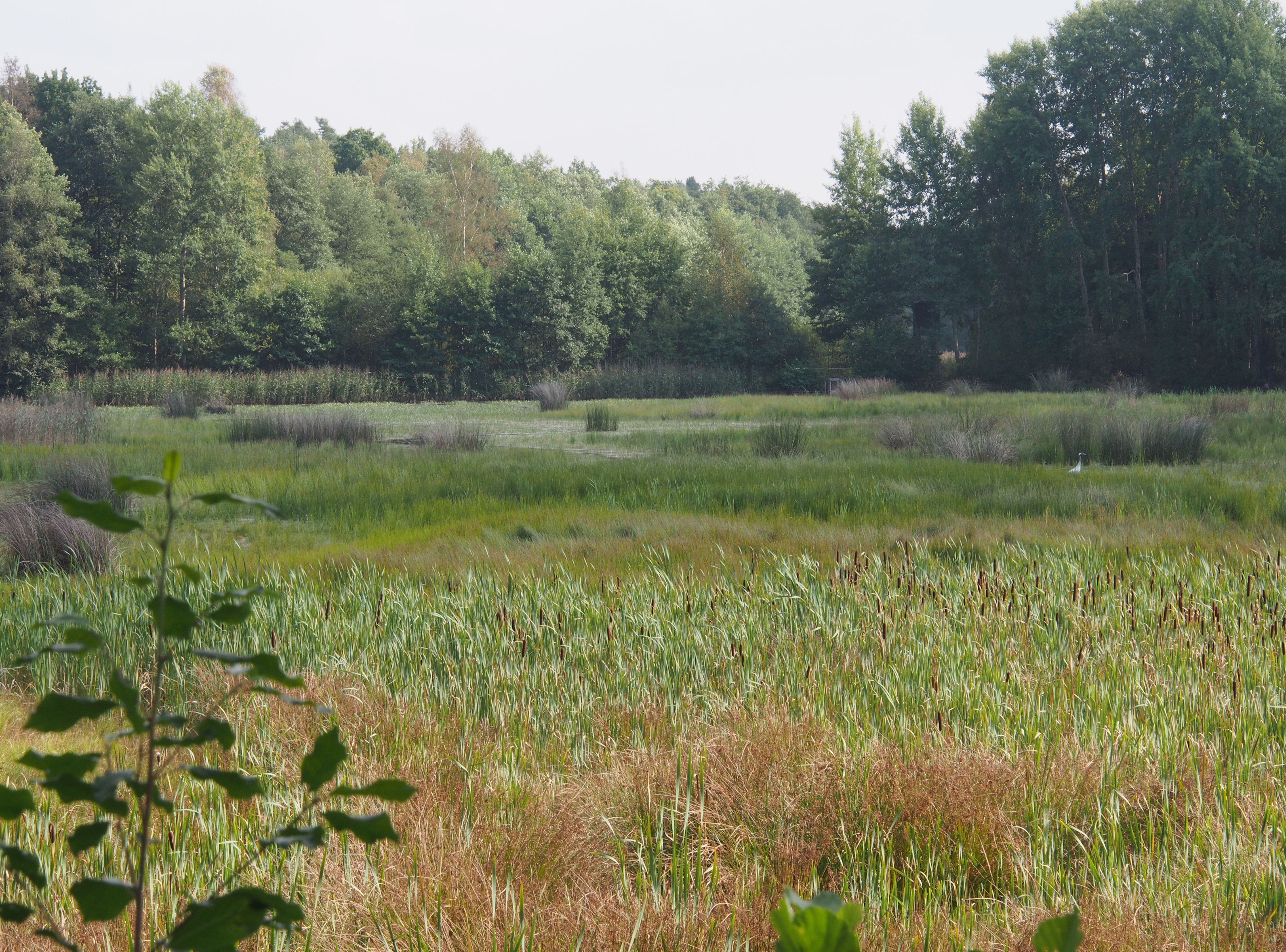
Feuchtgebiet des Quarmbaches, Nebenfluss der Aschau (nahe Eschede)

Neben den Aschauteichen und den Loher Teichen befinden sich noch größere Teichflächen an der Bahnstrecke Hannover–Hamburg, die um 1845 beim Sandaushub für den Bahndamm dieser Trasse entstanden. Außerdem gibt es um Eschede viele Moore und Sümpfe und auch weitere Teiche, die oft versteckt in den umliegenden Wäldern liegen.

## Wirtschaft

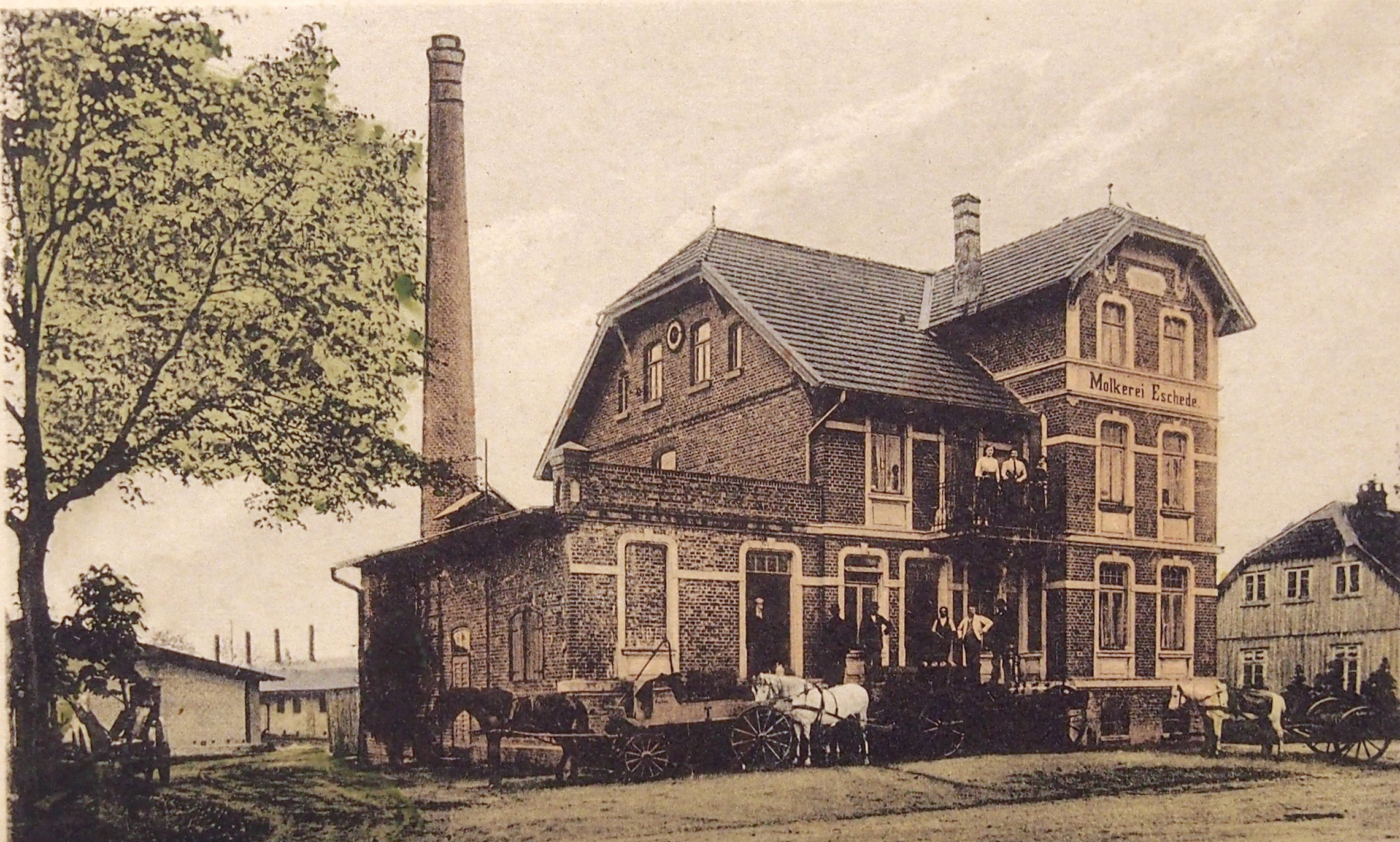
Ehemalige Molkerei Eschede, Bahnhofstraße

1907 gründete der Holsteiner Diedrich Bornholdt in der Bahnhofstraße eine Molkerei. 1923 ging daraus die August Strauß GmbH & Co. KG hervor. Zunächst handelte diese, wegen der anfangs geringen Milchanlieferung, nur mit Rohmilch. Bis 1949 stieg die Zahl der Milcherzeuger kontinuierlich bis auf 170 Betriebe. Die Verarbeitungstechniken änderten sich stetig. 1973 wurde die Milchanfuhr von Kannen auf Tanksammelwagen umgestellt. 1986 übernahm der Sohn von August Strauß den Betrieb, der dann unter der Firma Molkerei Eschede Günter Strauß GmbH, Gartenstraße 11 geführt wurde. Am 31. Dezember 2018 wurde die Molkerei, die zuletzt von 46 Landwirtschaftsbetrieben beliefert wurde, geschlossen und die Produktion eingestellt.

## Verkehr
- Eschede liegt an der Bahnstrecke Hannover–Hamburg, die hier einen Bahnhof hat. Nahverkehrszüge halten im Stundentakt.
  - Am 3. Juni 1998 ereignete sich auf dieser Bahnstrecke der ICE-Unfall von Eschede, der bisher größte Bahnunfall innerhalb Deutschlands. Bei dem Ereignis starben 101 Personen, ein ICE wurde zum Totalschaden, die Straßenbrücke der Kreisstraße 20 stürzte ein.
- Die Bundesstraße 191 verläuft direkt durch den Ort.

## Öffentliche Einrichtungen
Die Freiwillige Feuerwehr Eschede sorgt für den abwehrenden Brandschutz und die allgemeine Hilfe im Gemeindegebiet der Einheitsgemeinde Eschede.

## Persönlichkeiten
- Albert König (1881–1944), Maler und Graphiker
- Max Böcker (1883–1945), Lehrer und Volkskundler
- Otto Rodehorst (1886–1917), Lehrer und Schriftsteller
- Friedrich Stolte (1889–1969), deutscher Politiker (DP, CDU) und Mitglied des Niedersächsischen Landtages
- Wilhelm Brese (1896–1994), Heidebauer und deutscher Politiker (DNVP, CNBL, CDU), war Vorsitzender der Spar- und Darlehenskasse in Eschede und stand dem Kirchenvorstand in Eschede vor
- Erich Schellhaus (1901–1983), deutscher Verwaltungsbeamter und Politiker (NSDAP, später GB/BHE, GDP, CDU), wohnte nach dem Kriegsende im Pfarrhaus in Eschede
- Goede Gendrich (1912–2000), deutscher Forstmann und Autor
- Hans-Hubertus Bühmann (1921–2014), deutscher Forstwirt und niedersächsischer Landespolitiker (CDU), war Vorstandsmitglied des Forstverbandes Eschede sowie Samtgemeindebürgermeister der Samtgemeinde Eschede
- Ernst Bauerochse (1925–2025), deutscher Missionar und Kirchenvertreter, ging in Eschede zur Schule